# Gromov-Produkt
In der Mathematik ist das Gromov-Produkt, benannt nach Michail Leonidowitsch Gromow, ein Konzept aus der Theorie der metrischen Räume. Anschaulich misst es, wie lange zwei in einem Punkt startende Geodäten "nahe beieinander" bleiben.

## Definition

Beispiel eines metrischen Baumes, alle Kanten haben Länge 1.

Euklidische Ebene:

Es sei {\displaystyle (X,d)} ein metrischer Raum und {\displaystyle x,y,z\in X}. Das Gromov-Produkt von {\displaystyle y} und {\displaystyle z} in {\displaystyle x} ist definiert als
{\displaystyle (y,z)_{x}={\frac {1}{2}}{\big (}d(x,y)+d(x,z)-d(y,z){\big )}.}

## Beispiele

### Bäume
In einem metrischen Baum ist {\displaystyle (y,z)_{x}} genau die Länge der Schnittmenge der (eindeutigen) kürzesten Verbindungen von {\displaystyle x} nach {\displaystyle y} und von {\displaystyle x} nach {\displaystyle z}. Im Bild rechts (alle Kanten sollen Länge 1 haben) ist
{\displaystyle (b,w)_{m}=0,(b,i)_{m}=1,(e,i)_{m}=2}.

### Euklidische Ebene
Für ein Dreieck ABC in der euklidischen Ebene {\displaystyle \mathbb {R} ^{2}} ist {\displaystyle (A,B)_{C}} gerade die Länge des Abschnittes auf der Strecke {\displaystyle {\overline {AC}}} (oder {\displaystyle {\overline {BC}}})  von {\displaystyle C} bis zum Berührpunkt der Strecke mit dem Inkreis des Dreiecks. Im Bild rechts unten ist {\displaystyle (A,B)_{C}=p}.

## Eigenschaften
- Symmetrie: {\displaystyle (y,z)_{x}=(z,y)_{x}}.

- Degeneration in Endpunkten: {\displaystyle (y,z)_{y}=(y,z)_{z}=0}.

- Für alle {\displaystyle p,q,x,y} und {\displaystyle z},

{\displaystyle d(x,y)=(x,z)_{y}+(y,z)_{x},}
{\displaystyle 0\leq (y,z)_{x}\leq \min {\big \{}d(y,x),d(z,x){\big \}},}
{\displaystyle {\big |}(y,z)_{p}-(y,z)_{q}{\big |}\leq d(p,q),}
{\displaystyle {\big |}(x,y)_{p}-(x,z)_{p}{\big |}\leq d(y,z).}
- Das Gromov-Produkt misst, wie lange Geodäten nahe beieinander bleiben: wenn {\displaystyle x,y} und {\displaystyle z} drei Punkte eines {\displaystyle \delta }-hyperbolischen metrischen Raumes sind, dann entfernen sich die Segmente der Länge {\displaystyle (y,z)_{x}} der beiden Geodäten von {\displaystyle x} nach {\displaystyle y} und von {\displaystyle x} nach {\displaystyle z} nicht mehr als Abstand {\displaystyle 2\delta } voneinander.

- Ein metrischer Raum ist genau dann {\displaystyle \delta }-hyperbolisch, wenn für alle {\displaystyle p,x,y} und {\displaystyle z} in {\displaystyle X} gilt

{\displaystyle (x,z)_{p}\geq \min {\big \{}(x,y)_{p},(y,z)_{p}{\big \}}-\delta .}

## Gromov-Rand
Der Gromov-Rand {\displaystyle \partial _{\infty }X} eines δ-hyperbolischen metrischen Raumes {\displaystyle X} ist definiert als die Menge der Äquivalenzklassen von Folgen {\displaystyle (x_{n})_{n\in N}\subset X} mit {\displaystyle \lim _{i,j\to \infty }(x_{i},x_{j})_{0}=\infty } (sogenannten zulässigen Folgen, anschaulich handelt es sich um gegen unendlich divergierende Folgen) bzgl. der Äquivalenzrelation
{\displaystyle (x_{n})_{n\in N}\sim (y_{n})_{n\in N}\Longleftrightarrow \lim(x_{n},y_{n})_{o}=\infty }
für einen beliebigen (fest gewählten) Basispunkt {\displaystyle o\in X}. Die Topologie des Gromov-Randes wird festgelegt durch die Umgebungsbasis
{\displaystyle U(\xi ,r):=\left\{\eta \in \partial _{\infty }X:\exists (x_{i}),(y_{j})\ s.d.\ \xi =\left[x_{i}\right],\eta =\left[y_{j}\right],\liminf _{i,j\to \infty }(x_{i},y_{j})_{o}\geq r\right\},\xi \in \partial _{\infty }X,r\geq 0}
Das Gromov-Produkt lässt sich zu einer stetigen Funktion
{\displaystyle (.,.)_{o}\colon \partial _{\infty }X\times \partial _{\infty }X\to \left[0,\infty \right]}
fortsetzen.